# Parrocchia di Saint John Figtree
La parrocchia di Saint John Figtree si trova nella parte sud-occidentale dell'isola di Nevis, nella federazione di Saint Kitts e Nevis.

## Villaggi
- Figtree (capoluogo)
- Brown Hill
- Pembroke
- Brown Pasture
- Cole Hill
- Beach Road
- Pond Hill